# أبو مصطفى الشيباني
أبو مصطفى الشيباني (ولد عام 1959 في الناصرية) المعروف أيضًا باسم حامد ثجيل وارج العتابي أو حامد الشيباني هو زعيم شيعي عراقي يقود مجموعته المتمردة وشبكة التهريب المعروفة باسم شبكة الشيباني التي أصبحت إحدى المجموعات الخاصة العراقية. وقد أصدرت المحكمة الجنائية المركزية العراقية مُذكرة اعتقال بحقه في 12 أبريل 2005 مع مكافأة قدرها 200 ألف دولار لمن يُدلي بمعلومات تؤدي إلى القبض عليه. وفي عام 2006، تمَّت إضافته إلى قائمة الـ 41 الأكثر مطلوبين لدى الحكومة العراقية. وهو يحمل الجنسيتين العراقية والإيرانية لأنه عاش في المنفى في إيران أثناء حكم صدام حسين ثمَّ عاد إلى هناك ليعيش في طهران بعد عام 2006. في سبتمبر 2010، بعد أن شكَّل رئيس الوزراء العراقي نوري المالكي حكومة ائتلافية مع زعيم المتمردين الشيعة مقتدى الصدر، سُمح للشيباني بالعودة إلى العراق مع أبو درع.
وكان الشيباني عضوًا سابقًا في منظمة بدر التابعة للمجلس الأعلى الإسلامي العراقي، وبعد الغزو الذي قادته الولايات المتحدة للعراق عام 2003، أنشأ شبكة لتهريب الأسلحة مرتبطة بفيلق القدس الإيراني. تمَّ استخدام شبكة الشيباني لتزويد شبكة الخزعلي التابعة لقيس الخزعلي (المعروفة أيضًا باسم عصائب أهل الحق) والمجموعات الخاصة الأخرى، كما أنَّ المجموعة نفسها مسؤولة عن العديد من الهجمات ضد قوات التحالف وقوات الأمن العراقية، وخاصة القوات البريطانية في البصرة. ويُزعم أنَّ شبكة الشيباني مسؤولة عن تفجير وقع في يوليو 2005 وأدَّى إلى مقتل ثلاثة جنود بريطانيين بالإضافة إلى هجمات أخرى. وبعد عودته إلى العراق عام 2010، انضم إلى شبكة الخزعلي.
تمَّ القبض على شقيقه الأصغر أبو ياسر الشيباني، الرجل الثاني في القيادة، من قِبَل القوات الأمريكية في 20 أبريل 2007.